# Цимерманис, Артурс
Артурс Цимерманис (латыш. Artūrs Cimermanis; 15 января 1886 — ?) — латвийский сценограф. Один из создателей профессиональной латвийской сценографии.

## Биография
Артурс Циммерманис родился 15 января 1886 года в Лайксарской волости Перновского уезда Лифляндской губернии Российской империи (ныне — уезд Пярнумаа Эстонии) в семье сельского арендатора.
Учился в Вецсаульской приходской школе и Лемзальской городской школе. Окончил Центральное училище технического рисования барона А. Л. Штиглица в Санкт-Петербурге (1910).
Работал помощником декоратора в Новом рижском театре, декоратором в Рижском латышском театре (1912—1914) и главным художником Латвийского Национального театра (1921—1938).
В конце Второй мировой войны эмигрировал в Германию, затем переехал на постоянное место жительства в Великобританию. О его дальнейшей судьбе и дате смерти в латвийских энциклопедических изданиях нет сведений. По другим источникам А. Цимерманис последние годы жизни провёл в США, где скончался в ноябре 1969 года в возрасте 83 лет.
Награждён латвийскими орденами Трёх звёзд V степени и Крестом Признания IV степени.

## Творчество
Один из первых профессиональных латвийских сценографов, оформил более 100 спектаклей, был художником-постановщиком фильма Сын рыбака (1939). Из наиболее значительных театральных работ следует отметить постановки Рижского латышского театра — «Принцесса Гундега и король Брусубарда» Анны Бригадере (1912), «Каупо» Яниса Акуратера (1913), «Сон в летнюю ночь» Уильяма Шекспира (1913), «Золотой конь» Райниса (1913); Латвийского Национального театра — «Свадьба Фигаро» Пьера Бомарше (1922), «Лилиом» Ференца Мольнара (1923), «Шесть персонажей в поисках автора» Луиджи Пиранделло (1925), «Эрик XIV» Юхана Августа Стриндберга (1931)